# Bolidomonas
{{Taxobox
| name = 
| domain = 
| regnum = 
| phylum = 
| classis = (Bolidophyceae)
| clasis_authority = 
| genus = 
| genus_authority = 
| subdivision_ranks = врсте
| subdivision = 
- -{Bolidomonas pacifica
- Bolidomonas mediterranea}-

| zivotna_forma = пикопланктон
}}
Bolidomonas је род једноћелијских хетероконтних алги. Откривен је 1999. године, обухвата само две врсте, а сврстан је у засебну класу. Убрзо по откривању, установљена је филогенетска сродност са силикатним алгама. Морфолошки се одликује присуством два бича, хлоропластa са прстенастим тилакоидима ламела, одсуством очне мрље, и комбинацијом фотосинтетских пигмената (хлорофили a, c1, c2, и c3, фукоксантин, дијатоксантин, дијадиноксантин, 19'-бутаноил оксифукоксантин).